# Institut universitaire de technologie
En France, un institut universitaire de technologie (IUT) est une composante d’une université publique.
La finalité principale des études en IUT est de mener à un diplôme national correspondant à des compétences théoriques et pratiques, méthodologiques, permettant soit la poursuite d'études soit l'insertion professionnelle rapide, le plus souvent après une année de licence professionnelle. Les cours y sont assurés par des professionnels en activité au même titre que par des enseignants et des enseignants chercheurs.
Jusqu'en 2021, les IUT proposent une formation de deux années, le diplôme universitaire de technologie (DUT). À partir de septembre 2021, les étudiants d'IUT préparent un bachelor universitaire de technologie (BUT), qui peut délivrer le DUT en fin de deuxième année et conserve les mêmes caractéristiques, les mêmes filières et objectifs, mais se déroule sur trois années.

## Histoire institutionnelle
Les instituts universitaires de technologie ont été créés en 1966  en application de la première tranche du plan du ministère de l’Éducation nationale Christian Fouchet,. Il s'agissait alors de répondre à la pression démographique et aux besoins importants en techniciens supérieurs qualifiés. En octobre 1965 s'ouvrent les quatre premiers IUT, à titre expérimental. Ils sont créés à Rouen (spécialité chimie), Nancy (spécialité biologie appliquée), Paris (spécialité électronique) et Toulouse (spécialité construction mécanique). Le décret du 7 janvier 1966 (décret n°66-27) institue ensuite les onze premiers IUT ; il prévoit vingt-cinq spécialités, mais seules quatorze sont mises en place durant les trois premières années. Ils sont créés par le décret n°66-653 dans les villes de Bordeaux, Grenoble, Lille, Montpellier, Nancy, Nantes (Angers), Orléans, Paris (Orsay et Cachan), Poitiers, Reims, Rennes, Rouen et Toulouse. Une place importante est ménagée dès le départ à des disciplines nouvelles comme l'informatique. Le succès fut immédiat. Les deux principaux problèmes furent de trouver des locaux et de recruter des enseignants, à cette époque de forte croissance démographique où la demande était supérieure à l'offre.

### Les 24 spécialités de Bachelor Universitaire de Technologie
| Année de création | Spécialités |
| ----------------- | --- |
| 1966              | Chimie, Génie biologique (GB), Génie civil - Construction Durable (GCCD), Génie mécanique et productique (GMP), Génie électrique et Informatique industrielle (GEII), Gestion des entreprises et des administrations (GEA), Informatique. |
| 1967              | Métiers de la Transition et de l’Efficacité Energétiques (MT2E), Mesures physiques (MP), Information Communication, Carrières sociales (CS), Technique de commercialisation (TC).                                                         |
| 1968              | Génie chimique - Génie des procédés (GCGP), Science des données (SD). |
| 1970              | Hygiène, Sécurité, Environnement (HSE). |
| 1971              | Carrières juridiques (CJ) |
| 1973              | Management de la Logistique et des Transports (MLT) |
| 1978              | Génie industriel et maintenance (GIM) |
| 1986              | Qualité, Logistique Industrielle et Organisation (QLIO) |
| 1992              | Réseaux & Télécommunications (RT), Science et génie des matériaux (SGM) |
| 1993              | Métiers du Multimédia et de l'Internet (MMI) |
| 1994              | Gestion administrative et commerciale des organisations (GACO) |
| 2000              | Packaging Emballage et Conditionnement (PEC) |

### Réforme Licence-Master-Doctorat
Dans le cadre de la réforme LMD, un diplôme à Bac+3 a été pensé dans les années 1990 : un Diplôme national de technologie spécialisé (DNTS), ou une Licence universitaire de technologie (LUT), sans succès. La licence professionnelle (créée en 2000) semble avoir constitué la réponse institutionnelle au besoin d'un prolongement au DUT. En 2013, une spécialité a été supprimée, il en reste donc 24 en DUT. La liste des diplômes proposés, par IUT, est accessible sur le site du réseau des IUT.

### Réforme des bachelors universitaires de technologie
À compter de la rentrée 2021, les IUT délivrent désormais une licence professionnelle sous le nom d'usage de « bachelor universitaire de technologie ». Ce Bachelor permet donc aux IUT de s'intégrer dans le système Licence-Master-Doctorat. Le cadre de la formation reste national, mais comprend nécessairement 600 heures de projets tutorés et 22 à 26 semaines de stage réparti sur les trois années.
Comme le DUT, le BUT peut être obtenu par validation des acquis (VAE) de l'expérience.

## Organisation
Les instituts universitaires de technologie sont des instituts internes aux universités.
Ils proposent une formation initiale et continue. Ils ont pour objectif la préparation à l'emploi dans certains secteurs de la production, de la recherche appliquée et des services. À la rentrée 2021, les IUT accueillent 115 056 étudiants, dont 40,2 % de bacheliers technologiques et 1,4 % de bacheliers professionnels.
Le directeur est élu par le conseil à la majorité absolue. Le conseil de l’IUT est composé des personnes ayant vocation à y enseigner (enseignants-chercheurs, les autres enseignants et les chargés d’enseignement) et des personnalités extérieures (représentant des collectivités territoriales, représentants des organisations syndicales d’employeurs et de salariés).

L'inscription en IUT se fait via la procédure Parcoursup. Cependant, les BUT étant sélectifs, les candidats à l'inscription doivent remplir des exigences particulières, en termes de niveau ou de motivation. Les bacheliers professionnels et technologiques sont toutefois prioritaires dans tous les BUT. Depuis janvier 2016, il existe une formation en ligne ouverte à tous (MOOC gratuit) pour aider les candidats à concevoir leur dossier.
| Nom du diplôme (niv. RNCP/ CEC, sauf (-)) | Années                                          |                                                          | |               |            |                    |                      |                           |                         |                         |                         |                         |                   |                       |                             |  |  |  |          |
| Nom du diplôme (niv. RNCP/ CEC, sauf (-)) | 9 et +                                          |                                                          | DE Médecin DES (-)                                                                                                  | HDR (-)       |            |                    |                      |                           |                         |                         |                         |                         |                   |                       |                             |  |  |  | DESV (-) |
| Nom du diplôme (niv. RNCP/ CEC, sauf (-)) | +8                                              | Doctorat (8)                                             | DE Médecin DES (-)                                                                                                  | DSA DPEA (-)  | DEC (-)    |                    |                      |                           |                         |                         |                         |                         |                   |                       |                             |  |  |  | DESV (-) |
| Nom du diplôme (niv. RNCP/ CEC, sauf (-)) | +7                                              | Doctorat (8)                                             | DE Médecin DES (-)                                                                                                  | DSA DPEA (-)  | DEC (-)    |                    |                      |                           |                         |                         |                         |                         |                   |                       |                             |  |  |  | DESV (-) |
| Nom du diplôme (niv. RNCP/ CEC, sauf (-)) | +6                                              | Doctorat (8)                                             | DE Dentaire (-) DE Pharmacie (-) DFASM (7)                                                                          | HMONP (-)     | DEC (-)    | DE Vétérinaire (-) |                      |                           |                         |                         |                         |                         |                   |                       |                             |  |  |  |          |
| Nom du diplôme (niv. RNCP/ CEC, sauf (-)) | +5                                              | DFASO DFASP DEMK DESF (7)                                | Master (7) | DEA (7)       | DSCG (7)   | DNSEP(7) DSAA (-)  | CCO DE IA DE IPA (7) | CA (7) CNSMD(7) CNSAD (-) | MSc MBA MS Diplovis (-) | ENC (-) ENS (-) INP (-) | ENS (-) IAE (7) ESC (-) | EI (7) ENS (-) DEFV (7) |                   |                       |                             |  |  |  |          |
| Nom du diplôme (niv. RNCP/ CEC, sauf (-)) | +4                                              | DFASO DFASP DEMK DESF (7)                                | Master (7) | DEA (7)       | DSCG (7)   | DNSEP(7) DSAA (-)  | CCO DE IA DE IPA (7) | CA (7) CNSMD(7) CNSAD (-) | MSc MBA MS Diplovis (-) | ENC (-) ENS (-) INP (-) | ENS (-) IAE (7) ESC (-) | EI (7) ENS (-) DEFV (7) |                   |                       |                             |  |  |  |          |
| Nom du diplôme (niv. RNCP/ CEC, sauf (-)) | +3                                              | DFGSM DFGSO DFGSP DFGSMa (6)                             | Licence (6) | LP BUT (6)    | DEEA (6)   | DCG (6)            | DN MADE DNA (6)      | DE I (6) IFPS IRFSS (-)   | DNSP (6)                | ENC (-) ENS (-) INP (-) | ENS (-) IAE (7) ESC (-) | EI (7) ENS (-) DEFV (7) | IRTS (3-6)        | Bachelor Diplovis (-) |                             |  |  |  |          |
| Nom du diplôme (niv. RNCP/ CEC, sauf (-)) | +2                                              | DFGSM DFGSO DFGSP DFGSMa (6)                             | Licence (6) | LP BUT (6)    | DEEA (6)   | DCG (6)            | DN MADE DNA (6)      | DE I (6) IFPS IRFSS (-)   | DNSP (6)                | BTS (5)                 | AL/BL LSH (-)           | ECG D1 D2 (-)           | IRTS (3-6)        | Bachelor Diplovis (-) | BC MP PC PSI PT MPI TSI (-) |  |  |  |          |
| Filière, discipline ou spécialité         | +1                                              | L.AS PASS (-)                                            | Licence (6) | LP BUT (6)    | DEEA (6)   | DCG (6)            | DN MADE DNA (6)      | DE I (6) IFPS IRFSS (-)   | DNSP (6)                | BTS (5)                 | AL/BL LSH (-)           | ECG D1 D2 (-)           | IRTS (3-6)        | Bachelor Diplovis (-) | BC MP PC PSI PT MPI TSI (-) |  |  |  |          |
| Filière, discipline ou spécialité         |                                                 | Médecine Odontologie Pharmacie Maïeutique Kinésithérapie | Arts - Commerce, économie - Droit - Enseignement - Lettres et langues - Sciences humaines - Sciences et technologie | Pro ou Techno | Architecte | Comptabilité       | Arts Design Mode     | Paramédical et santé      | Musique Danse Comédie   | Social Sports           | Libre Technique         | STS                     | Lettres           | Économie              | Scientifique                |  |  |  |          |
| Filière, discipline ou spécialité         | Université, École délivrant un diplôme national | Université, École délivrant un diplôme national          | Université, École délivrant un diplôme national                                                                     | École         | École      | École              | École                | École                     | École                   | École Privée            | École, Lycée CPGE       | École, Lycée CPGE       | École, Lycée CPGE | École, Lycée CPGE     |                             |  |  |  |          |

## Formation
La vocation première des IUT est de préparer les étudiants à leur diplôme national le diplôme universitaire de technologie jusqu'en 2021, puis le bachelor universitaire de technologie après cette date. Les IUT proposent également la préparation de licences professionnelles (bac+3) ou, pour un petit nombre d'entre eux, de masters professionnels. Certains IUT offrent la possibilité d'effectuer une « année spéciale », qui permet aux étudiants ayant suivi deux années d'études supérieures d'obtenir un DUT en un an.
Depuis leur création, les IUT privilégient une pédagogie associant théorie et pratique, désormais en vogue sous le nom de Learning by doing : les mises en situation (travaux pratiques, études de cas, stages, projets tutorés) et le recours aux professionnels y sont systématiques, mais toujours articulées à des questionnements marquant la dimension universitaire de la formation, et visent à garantir la capacité d'adaptation des jeunes diplômés.
Accueillant des bacheliers professionnels comme des bacheliers technologiques, les IUT leur ouvrent la possibilité de poursuivre des études longues (écoles de commerce, de communication, d'ingénieurs, classes préparatoires ATS...). En effet, la poursuite d'études après les BUT est massive, avec des variations selon les filières. Selon l'enquête nationale à trente mois portant sur les diplômés 2015, 10% s'insèrent immédiatement, et 70% poursuivent leurs études au-delà de la licence.
En 2005, selon un sondage de l'Institut français d'opinion publique (IFOP), les IUT sont perçus par la population comme la troisième voie professionnelle pour les jeunes, derrière les écoles de commerce ou d'ingénieur,.

## Liste des IUT en France
Il existe 108 IUT, répartis sur 212 sites universitaires dans toute la France métropolitaine et en outre-mer.

### Académie d'Aix-Marseille
- Université d'Aix-Marseille :
  - IUT d'Aix-Marseille : Aix-en-Provence (Gaston Berger, Jules Isaac), Arles, Digne les Bains, Gap, La Ciotat, Marseille (Saint-Jérôme, Luminy, Château-Gombert), Salon de Provence
- Avignon Université :
  - IUT d'Avignon

### Académie d'Amiens
- Université de Picardie :
  - IUT d'Amiens
  - IUT Aisne : Saint-Quentin, Soissons, Laon
  - IUT de l’Oise : Beauvais, Creil

### Académie de Besançon
- Université de Franche-Comté :
  - IUT Besançon-Vesoul : Besançon, Vesoul, Dole[18]
  - IUT Nord Franche-Comté : Belfort, Montbéliard

### Académie de Bordeaux
- Université de Bordeaux :
  - IUT Bordeaux : Agen, Gradignan
  - IUT de Bordeaux Montesquieu : Bordeaux, Gradignan, Périgueux
- Université Bordeaux Montaigne :
  - IUT Bordeaux Montaigne : Bordeaux
- Université de Pau et des Pays de l'Adour :
  - IUT des Pays de l'Adour UPPA : Pau, Mont-de-Marsan
  - IUT de Bayonne

### Académie de Caen
- Université de Caen Normandie :
  - IUT Grand Ouest Normandie issu de la fusion des 3 IUT normands (IUT d'Alençon, IUT de Caen et IUT de Cherbourg-Manche) regroupant les sites de Alençon, Caen, Cherbourg-en-Cotentin, Ifs, Lisieux, Saint-Lô et Vire.

### Académie de Clermont-Ferrand
- Université Clermont Auvergne :
  - IUT Clermont Auvergne : Aurillac, Clermont-Ferrand, Le Puy en Velay, Montluçon, Moulins, Vichy

### Académie de Corse
- Université de Corse Pascal-Paoli :
  - IUT de Corte

### Académie de Créteil
- Université Paris 8 Vincennes - Saint-Denis :
  - IUT de Montreuil
  - IUT de Tremblay-en-France

- Université Paris-Est Créteil Val-de-Marne :
  - IUT de Créteil : Créteil, Vitry
  - IUT de Sénart-Fontainebleau, Fontainebleau, Lieusaint-Sénart

- Université Sorbonne Paris Nord :
  - IUT de Bobigny
  - IUT de Saint-Denis : Saint-Denis, La Plaine—Saint-Denis
  - IUT de Villetaneuse

- Université Gustave Eiffel :
  - IUT de Marne-la-Vallée : Champs sur Marne, Meaux

### Académie de Dijon
- Université de Bourgogne :
  - IUT de Chalon-sur-Saône[19] ;
  - IUT de Dijon : Dijon, Auxerre, Nevers ;
  - IUT du Creusot.

### Académie de Grenoble
- Université de Savoie
  - IUT d'Annecy
  - IUT de Chambéry : Le Bourget-du-Lac
- Université Grenoble Alpes
  - IUT Grenoble I : Grenoble, L'Isle d'Abeau
  - IUT Grenoble II : Grenoble, Vienne
  - IUT de Valence

### Académie de la Guadeloupe
- Université des Antilles
  - IUT de Guadeloupe (Saint Claude)

### Académie de la Guyane
- Université de la Guyane
  - IUT de Kourou (Guyane)

### Académie de Lille
- Université d'Artois
  - IUT de Béthune
  - IUT de Lens
- Université de Lille
  - IUT de Lille
- Université du Littoral Côte d'Opale
  - IUT du Littoral Côte d'Opale (Fusion de l'IUT de Calais - Boulogne et de l'IUT de Saint-Omer - Dunkerque)
- Université de Valenciennes
  - IUT de Valenciennes : Cambrai, Maubeuge et Valenciennes

### Académie de Limoges
- Université de Limoges
  - IUT du Limousin : Limoges, Brive-la-Gaillarde, Egletons, Guéret, Tulle

### Académie de Lyon
- Université Claude-Bernard Lyon 1
  - IUT Lyon I né le 1er septembre 2010 du regroupement des deux Instituts suivants : IUT A de Lyon I et IUT B de Lyon I
- Université Lyon-II
  - IUT Lumière de Lyon II
- Université Lyon-III
  - IUT Jean Moulin de Lyon III
- Université de Saint-Étienne
  - IUT de Roanne
  - IUT de Saint-Étienne

### Académie de la Martinique
- Université des Antilles
  - IUT de Martinique (Schœlcher)

### Académie de Montpellier
- Université de Montpellier
  - IUT de Béziers
  - IUT Montpellier-Sète
  - IUT de Nîmes
- Université de Perpignan
  - IUT de Perpignan : Perpignan, Narbonne, Carcassonne[20]

### Académie de Nancy-Metz
- Université de Lorraine
  - IUT d'Épinal Hubert Curien
  - IUT de Longwy
  - IUT de Metz
  - IUT de Moselle-Est : Forbach, Saint-Avold, Sarreguemines
  - IUT de Nancy-Brabois : Vandœuvre-lès-Nancy, Villers-lès-Nancy, Lunéville[21]
  - IUT de Nancy Charlemagne : Nancy
  - IUT de Saint-Dié des Vosges
  - IUT de Thionville-Yutz

### Académie de Nantes
- Université d'Angers
  - IUT d'Angers-Cholet
- Université du Maine
  - IUT de Laval
  - IUT du Mans
- Université de Nantes
  - IUT de La Roche-sur-Yon
  - IUT de Nantes : Nantes, Châteaubriant[22]
  - IUT de Saint-Nazaire

### Académie de Nice
- Université de Nice Sophia Antipolis
  - IUT de Nice : Cannes, Menton, Nice, Sophia Antipolis
- Université de Toulon
  - IUT de Toulon : La Garde, Toulon, Draguignan

### Académie d'Orléans-Tours
- Université d'Orléans
  - IUT de Bourges
  - IUT de Chartres
  - IUT de l'Indre
  - IUT d'Orléans
- Université de Tours
  - IUT de Tours
  - IUT de Blois

### Académie de Paris
- Université Paris-Cité
  - IUT de Paris Rives de Seine (ex-Paris Descartes)
  - IUT de Paris Pajol (ex-Paris-Diderot)

### Académie de Poitiers
- Université de La Rochelle
  - IUT de La Rochelle
- Université de Poitiers
  - IUT de Poitiers : Châtellerault, Niort, Poitiers
  - IUT d'Angoulême

### Académie de Reims
- Université de Reims Champagne-Ardenne
  - IUT de Reims : Reims, Châlons-en-Champagne, Charleville-Mézières
  - IUT de Troyes

### Académie de Rennes
- Université de Bretagne occidentale
  - IUT de Brest : Brest, Morlaix
  - IUT de Quimper
- Université de Bretagne-Sud
  - IUT de Lorient : Lorient, Pontivy
  - IUT de Vannes
- Université de Rennes I
  - IUT de Lannion
  - IUT de Rennes
  - IUT de Saint-Brieuc
  - IUT de Saint-Malo

### Académie de La Réunion
- Université de La Réunion
  - IUT de Saint-Pierre

### Académie de Rouen
- Université de Rouen
  - IUT de Rouen : Elbeuf, Rouen
  - IUT d'Évreux
- Université du Havre
  - IUT du Havre

### Académie de Strasbourg
- Université de Strasbourg
  - IUT de Haguenau
  - IUT Louis Pasteur
  - IUT Robert-Schuman
- Université de Haute-Alsace
  - IUT de Colmar
  - IUT de Mulhouse

### Académie de Toulouse
- Université Toulouse I - Capitole
  - IUT de Rodez
- Université Toulouse II - Jean Jaurès
  - IUT de Blagnac
  - IUT de Figeac
- Université Toulouse III - Paul Sabatier
  - IUT de Tarbes
  - IUT de Toulouse A : Auch, Albi, Castres, Toulouse-Ponsan, Toulouse-Rangueil

### Académie de Versailles
- Université de Cergy-Pontoise :
  - IUT de Cergy-Pontoise : Argenteuil, Cergy-Pontoise, Sarcelles, Neuville-sur-Oise

- Université Paris-Saclay :
  - IUT d'Orsay
  - IUT de Sceaux
  - IUT de Cachan

- Université d'Évry-Val d'Essonne :
  - IUT d’Évry : Athis-Mons, Juvisy, Brétigny, Évry

- Université de Versailles-Saint-Quentin-en-Yvelines :
  - IUT de Mantes-en-Yvelines : Mantes-la-Jolie
  - IUT de Vélizy : Rambouillet, Vélizy

- Université Paris Nanterre :
  - IUT de Ville-d'Avray : Saint-Cloud, Ville d'Avray

## Classements
Il existe différents classements des IUT et des BUT :
- Classement L'Etudiant [23]. Les 5 premiers du classement 2022 sont :
  1. IUT de l'Université de Bordeaux (ex-Bordeaux 3)
  2. IUT d'Angers
  3. IUT de l'Université Lumière Lyon 2
  4. IUT de Paris (Rives de Seine)
  5. IUT de Le Mans
- Classement Thotis[24]. Les 5 premiers du classement 2022 sont :
  1. IUT de Sceaux Paris-Saclay
  2. IUT Jean Moulin de l'Université de Lyon 3
  3. IUT de Paris (Rives de Seine)
  4. IUT de Montreuil
  5. IUT de Bobigny de Sorbonne Paris Nord
- Classement Au Futur[25]. Les 5 premiers du classement 2022 sont :
  1. IUT 1 Grenoble ENEPS
  2. IUT de l'Université de Bordeaux, site de Bastide
  3. IUT d'Allier à Vichy
  4. IUT de Paris Descartes
  5. IUT Jean Moulin de l'Université de Lyon 3
- Classement Le Figaro Etudiant [26]. Les 5 premiers du classement 2023 sont :
  1. IUT de Bordeaux, site de Bastide, spécialité techniques de commercialisation
  2. IUT de Villeurbanne Gratte-Ciel de l'Université de Lyon 1, spécialité techniques de commercialisation
  3. IUT de Montpellier, spécialité techniques de commercialisation
  4. IUT de Sceaux de l'Université de Paris-Saclay, spécialité techniques de commercialisation
  5. IUT de Paris (Rives de Seine), spécialité techniques de commercialisation